# Trox rudebecki
Trox rudebecki là một loài bọ cánh cứng trong họ Trogidae.

## Hình ảnh

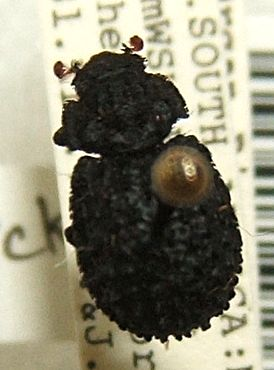